# ساشا سيميتش
ساشا سيميتش هو لاعب كرة قدم صربي في مركز الوسط، ولد في 22 أبريل 1969 في توزلا في البوسنة والهرسك. لعب مع نادي أونياو دا ماديرا ونادي بوافيشتا ونادي بيرا مار.

## وصلات خارجية
- ساشا سيميتش على موقع قاعدة بيانات كرة القدم.إي يو (الإنجليزية)
- ساشا سيميتش على موقع عالم كرة القدم.نت (الإنجليزية)